# Colangia
Colangia is een geslacht van neteldieren uit de klasse van de Anthozoa (bloemdieren).

## Soorten
- Colangia immersa Pourtalès, 1871
- Colangia jamaicaensis Cairns, 2000
- Colangia moseleyi (Faustino, 1927)
- Colangia multipalifera Cairns, 2000